# ملکه نفرین‌شده (فیلم)
ملکه نفرین‌شده (انگلیسی: Queen of the Damned) یک فیلم به کارگردانی مایکل رایمر در سبک ترسناک، فانتزی، و درام است که در سال ۲۰۰۲ منتشر شد.

## بازیگران
- استوارت توانسند
- آلیا
- وینسنت پرز
- لنا اولین
- پل مک‌گان
- کلودیا بلک
- بروس اسپنس
- مارگریت مورو